# Nine Peaks
Nine Peaks är bergstoppar i Kanada.   De ligger i provinsen British Columbia, i den sydvästra delen av landet, 3 700 km väster om huvudstaden Ottawa.
I omgivningarna runt Nine Peaks växer i huvudsak barrskog. Trakten runt Nine Peaks är nära nog obefolkad, med mindre än två invånare per kvadratkilometer.